# Richard Dewes
Richard Dewes (* 12. Juli 1948 in Alsweiler, Saarland) ist ein deutscher Politiker (SPD). Er war von 1994 bis 1999 Innenminister des Freistaats Thüringen und Spitzenkandidat der SPD bei der Landtagswahl in Thüringen 1999.

## Leben
Seit 1968 ist Dewes Mitglied der SPD. 1968 bis 1972 studierte er Jura und katholische Theologie in Saarbrücken und Tübingen.
1985 bis 1990 war er Landtagsabgeordneter im Saarland, 1990/91 Staatssekretär im saarländischen Sozialministerium, dann bis 1994 Staatssekretär im saarländischen Innenministerium.
1994 berief ihn Bernhard Vogel in der Großen Koalition, die durch die Thüringer Landtagswahlen 1994 zustande gekommen war, zum Thüringer Innenminister.
Als solcher war Dewes für die Landtagswahl am 12. September 1999 Spitzenkandidat. Da die CDU bei dieser Wahl die absolute Mehrheit erzielte, während die SPD von 29,6 Prozent auf 18,5 Prozent zurückfiel und damit hinter der CDU und der PDS nur drittstärkste Kraft wurde, schied Dewes im Oktober 1999 aus seinem Ministeramt aus und gab auch den 1996 übernommenen SPD-Landesvorsitz an Christoph Matschie ab.
Zwischen 1999 und 2001 war Richard Dewes Landtagsabgeordneter in Thüringen. Im Sommer 2001 legte er sein Landtagsmandat nieder. Seit 2001 ist er in Bechstedt im Landkreis Saalfeld-Rudolstadt als Rechtsanwalt und Unternehmensberater tätig.
Am 24. November 2007 gab er auf dem SPD-Landesparteitag in Schmalkalden seine Rückkehr in die Landespolitik durch seine Kandidatur als Spitzenkandidat der Thüringer SPD für die im Jahr 2009 anstehenden Landtagswahlen bekannt und forderte damit den Fraktions- und Landesvorsitzenden der Thüringer SPD, Christoph Matschie, heraus. Dewes befürwortete im Gegensatz zu Matschie eine mögliche Koalition mit der Linken, in der die SPD nur als „Juniorpartner“ fungieren und die Linke den Ministerpräsidenten stellen könnte. In mehr als 20 Wahlkreisveranstaltungen stellten sich die beiden Bewerber den Fragen der SPD-Mitglieder. Am 24. Februar 2008 wählte die Thüringer SPD in einer Urabstimmung Matschie mit 71,6 Prozent der Stimmen (bei 63,2 Prozent Wahlbeteiligung) zu ihrem Spitzenkandidaten. Dewes erhielt 27,0 Prozent.
Dewes ist verheiratet mit Marion Rosin. Er hat zwei Söhne aus erster Ehe.